# Европско првенство у атлетици на отвореном 1990 — 400 метара препоне за жене
Трка на 400 метара са препонама у женској конкуренцији на Европском првенству у атлетици 1990. у Сплиту одржана је 29. и 31. августа на стадиону Пољуд.
Титулу освојену 1986. у Штутгарту, није бранила светска рекордерка Марија Степанова из Совјетског савеза.

## Земље учеснице
Учествовала је 31 такмичарка из 18 земаља. 
1. Белгија (1)
2. Западна Немачка (2)
3. Источна Немачка (1)
4. Израел (1)
5. Италија (1)
6. Југославија (3)
7. Норвешка (1)
8. Португалија (2)
9. Румунија (1)
10. Совјетски Савез (3)
11. Уједињено Краљевство (3)
12. Финска (2)
13. Француска (1)
14. Холандија (1)
15. Чехословачка (1)
16. Швајцарска (1)
17. Шведска (3)
18. Шпанија (3)

## Рекорди
| Рекорди пре почетка Европског првенства 1990. | Рекорди пре почетка Европског првенства 1990. | Рекорди пре почетка Европског првенства 1990. | Рекорди пре почетка Европског првенства 1990. | Рекорди пре почетка Европског првенства 1990. | Рекорди пре почетка Европског првенства 1990. |
| --------------------------------------------- | --------------------------------------------- | --------------------------------------------- | --------------------------------------------- | --------------------------------------------- | --------------------------------------------- |
| Светски рекорд                                | Марина Степанова                              | Совјетски Савез                               | 52,94                                         | Ташкент, СССР                                 | 29. септембар 1988.                           |
| Европски рекорд                               | Марина Степанова                              | Совјетски Савез                               | 52,94                                         | Ташкент, СССР                                 | 29. септембар 1988.                           |
| Рекорди Европских првенстава                  | Марина Степанова                              | Совјетски Савез                               | 53,32                                         | Штутгарт, Западна Немачка                     | 30. август 1986.                              |
| Светски рекорд сезоне                         | Миртл Ботма                                   | Јужноафричка Република                        | 54,07                                         | Блумфонтејн, Јужноафричка Република           | 27. април                                     |
| Европски рекорд сезоне                        | Моника Вестен                                 | Шведска                                       | 54,69                                         | Стокхолм, Шведска                             | 13. август                                    |

## Најбољи резултати у 1990. години
Најбрже европске атлетичарке 1990. године на 400 метара са препонама пре почетка европског првенства (26. августа 1990) заузимале су следећи пласман на европској и светској ранг листи (СРЛ).
| 1. | Моника Вестен       | Шведска          | 54,69 | 13. август | 3. СРЛ  |
| 2. | Аника Проти         | Швајцарска       | 54,70 | 15. август | 4. СРЛ  |
| 2. | Сали Ганел          | Велика Британија | 55,43 | 15. август | 8. СРЛ  |
| 4. | Мари-Кристин Казије | Француска        | 55,50 | 19. август | 9. СРЛ  |
| 5. | Нели Воронкова      | Совјетски Савез  | 55,84 | 19. август | 11. СРЛ |
|    |                     |                  |       |            |         |
|    | Марина Филиповић    | Југославија      |       |            |         |
|    | Александра Рус      | Југославија      |       |            |         |
|    | Марјана Лужар       | Југославија      |       |            |         |

Такмичарке чија су имена подебљана учествовале су на ЕП.

## Освајачи медаља
|                                  |                        |                       |
| Татјана Ледовска Совјетски Савез | Анита Проти Швајцарска | Моника Вестен Шведска |

## Резултати

### Квалификације
Одржано 29. августа. За полуфинале су се квалификовале по три првопласиране из сваке од четири квалификационе групе (КВ), и 4 на основу постигнутог резултата (кв).
| Место | Група | Атлетичарке           | Земља                | Резултат | Белешка |
| ----- | ----- | --------------------- | -------------------- | -------- | ------- |
| 1.    | 4     | Татјана Ледовска      | Совјетски Савез      | 55,02    | КВ      |
| 2.    | 2     | Анита Проти           | Швајцарска           | 55,37    | КВ      |
| 3.    | 1     | Моника Вестен         | Шведска              | 55,61    | КВ      |
| 4.    | 1     | Гурдун Абт            | Западна Немачка      | 55,74    | КВ      |
| 5.    | 1     | Кристина Перез        | Шпанија              | 55,82    | КВ      |
| 6.    | 2     | Сали Ганел            | Уједињено Краљевство | 55,89    | КВ      |
| 7.    | 3     | Маргарета Пономарјова | Совјетски Савез      | 55,99    | КВ      |
| 8.    | 1     | Irmgard Trojer        | Италија              | 56,02    | кв      |
| 9.    | 2     | Нели Воронкова        | Совјетски Савез      | 56,40    | КВ      |
| 10.   | 2     | Gretha Tromp          | Холандија            | 56,65    | кв      |
| 11.   | 1     | Ана Сурнеки           | Финска               | 56.76    | кв      |
| 12.   | 3     | Петра Криг            | Источна Немачка      | 56,76    | КВ      |
| 13.   | 3     | Николета Каруцашу     | Румунија             | 56,77    | КВ      |
| 14.   | 4     | Туја Хеландер         | Финска               | 56,80    | КВ      |
| 15.   | 3     | Џеки Паркер           | Уједињено Краљевство | 56,84    | кв      |
| 16.   | 4     | Силвија Рајгер        | Западна Немачка      | 56.95    | КВ      |
| 17.   | 4     | Gowry Retchakan       | Уједињено Краљевство | 57,03    |         |
| 18.   | 2     | Моника Клебе          | Шведска              | 57,08    |         |
| 19.   | 1     | Зузана Махоткова      | Чехословачка         | 57,33    |         |
| 20.   | 3     | Ева Јохансон          | Шведска              | 57,38    |         |
| 21.   | 4     | Марина Филиповић      | Југославија          | 57,57    | НР      |
| 22.   | 4     | Мари-Кристин Казије   | Француска            | 57,85    |         |
| 23.   | 2     | Миријам Алонсо        | Шпанија              | 58,35    |         |
| 24.   | 1     | Марија Валаматос      | Португалија          | 58,67    |         |
| 25.   | 1     | Александра Рус        | Југославија          | 59,05    |         |
| 26.   | 3     | Марјана Лужар         | Југославија          | 59,19    |         |
| 27.   | 2     | Puha Neiger           | Израел               | 59,49    |         |
| 28.   | 4     | Мари Бјоне            | Норвешка             | 59,65    |         |
| 29.   | 3     | Марта Мореира         | Португалија          | 61,78    |         |
| -     | 3     | Јоланда Тељо          | Шпанија              | ДИСК.    |         |
| -     | 2     | Ann Maenhout          | Белгија              | ДИСК.    |         |

### Полуфинале
Такмичење је одржано 29. августа. У финале су се пласиреле четири првопласиране такимичарке из обе полуфиналне групе (КВ).
| Место | ПФ | Атлетичарка           | Земља                | Резултат | Белешка |
| ----- | -- | --------------------- | -------------------- | -------- | ------- |
| 1     | 1  | Татјана Ледовска      | Совјетски Савез      | 54,73    | КВ      |
| 2.    | 2  | Анита Проти           | Швајцарска           | 55,05    | КВ      |
| 3.    | 2  | Маргарета Пономарјова | Совјетски Савез      | 55,30    | КВ      |
| 4.    | 2  | Сали Ганел            | Уједињено Краљевство | 55,35    | КВ      |
| 5.    | 2  | Моника Вестен         | Шведска              | 55,45    | КВ      |
| 6.    | 1  | Гурдун Абт            | Западна Немачка      | 55,70    | КВ      |
| 7.    | 1  | Кристина Перез        | Шпанија              | 55,87    | КВ      |
| 8.    | 1  | Петра Криг            | Источна Немачка      | 55,93    | КВ      |
| 9.    | 1  | Туја Хеландер         | Финска               | 56,04    |         |
| 10.   | 2  | Силвија Рајгер        | Западна Немачка      | 56,11    |         |
| 11.   | 1  | Нели Воронкова        | Совјетски Савез      | 56,59    |         |
| 12.   | 2  | Николета Каруцашу     | Румунија             | 56,74    |         |
| 13.   | 1  | Џеки Паркер           | Уједињено Краљевство | 57,06    |         |
| 14.   | 1  | Irmgard Trojer        | Италија              | 57,40    |         |
| 15.   | 2  | Ана Сурнеки           | Финска               | 57,66    |         |
| 16.   | 2  | Gretha Tromp          | Холандија            | 59,08    |         |

### Финале
| Пласман | Атлетичарка           | Земља                | Резултат | Белешка |
| ------- | --------------------- | -------------------- | -------- | ------- |
|         | Татјана Ледовска      | Совјетски Савез      | 53,62    |         |
|         | Анита Проти           | Швајцарска           | 54,36    |         |
|         | Моника Вестен         | Шведска              | 54,75    |         |
| 4       | Гурдун Абт            | Западна Немачка      | 54,97    |         |
| 5       | Маргарета Пономарјова | Совјетски Савез      | 55,22    |         |
| 6       | Сали Ганел            | Уједињено Краљевство | 55,45    |         |
| 7       | Кристина Перез        | Шпанија              | 56,09    |         |
| -       | Петра Криг            | Источна Немачка      | НС       |         |